# Netunice
Netunice település Csehországban, a Dél-plzeňi járásban. Netunice Dolní Lukavice, Předenice, Nebílovy, Střížovice és Řenče településekkel határos. Lakosainak száma 213 fő (2024. január 1.).

## Népesség
A település lakosságának változását az alábbi diagram mutatja:
| Lakosok száma | 273  | 314  | 329  | 236  | 190  | 175  | 203  | 196  | 202  | 213  |
|               | 1869 | 1900 | 1921 | 1961 | 1980 | 2011 | 2016 | 2019 | 2021 | 2024 |